# 伊安·麦卡格
伊安·麦卡格（英語：Iain McCaig，1957年3月19日—），插画家、画师、作家和导演。他参与了电影《星球大战》系列等其他许多知名电影和漫画项目的制作。
麦卡格生于美国加州圣莫尼卡，早年主要生活在加拿大卑诗省维多利亚，其后前往英国就读格拉斯哥艺术学院。就学期间曾返回加州加入Korty Films，参加动画片《芝麻街》的制作并为1983年动画电影《梦压工厂》（英語：Twice Upon a Time）制作了宣传片。
返回英国后他成为一位自由画家，作品包括《大刀和野兽》（英語：The Broadsword and the Beast）和《战斗的幻想》（英語：Fighting Fantasy）的封面及插画。1990年返回加州，先后加入光影魔幻工業和卢卡斯影业，在此期间，他导演了他的第一部短片电影，《The Face》，赢得了多个奖项，包括2000年美国图书馆协会值得关注视频奖。
麦凯格最出名的设计是星際大戰人物帕德梅·艾米达拉和達斯·魔。他同时为《星球大战》系列第一、二、三、七部曲贡献了很多重要设计。他的其他设计包括《终结者2：审判日》、《鐵鈎船長》、《夜访吸血鬼》、《吸血殭屍：驚情四百年》、《夏洛特的网》、《小飛俠彼得潘》、《哈利·波特与火焰杯》、《奇幻精靈事件簿》、《異星爭霸戰：尊卡特傳奇》、《复仇者联盟》、《银河护卫队》和《與森林共舞》。他还监制了电影《魔獸戰場》。